# Cezar Crețu
Cezar Crețu (* 29. Juli 2001 in Iași) ist ein rumänischer Tennisspieler.

## Karriere
Crețu spielte zwischen 2016 und 2019 auf der ITF Junior Tour. Er gewann dort sechs Einzel- und fünf Doppeltitel. Bei den US Open 2018 schaffte er die Qualifikation für die Einzel- und Doppelkonkurrenz, schied dort allerdings jeweils in der ersten Hauptrunde aus. In der Junioren-Rangliste erreichte er mit Platz 69 seine höchste Notierung.
2018 erspielte sich Crețu die ersten Punkte für die Weltrangliste der ATP. 2020 schaffte er im Einzel erstmals den Sprung unter die Top 1000 im Einzel, während er im Doppel 2019 seinen ersten Titel auf der drittklassigen ITF Future Tour gewann. 2021 gewann Crețu bei seinem Heimturnier in Iași in beiden Wertungen die ersten Matches auf der höher dotierten ATP Challenger Tour. Zudem kamen vier weitere Doppeltitel auf der Future-Ebene hinzu. Das Jahr 2022 brachte auch im Einzel den ersten Titel; bei sechs erreichten Endspielen bei Futures gewann Crețu nur einmal, während im Doppel wie im Vorjahr vier Titel hinzukamen. Mit den Positionen 404 und 382 respektive reichte seine Position aus auch häufiger bei Challengers an den Start zu gehen. 2023 verlief im Einzel ähnlich mit vier Titelgewinnen und Position 368.
Noch bis Mitte 2024 war Crețu vor allem auf der Future Tour aktiv, wo er seinen sechsten und siebenten Titel im Einzel sowie den zehnten Titel im Doppel errang. Darüber hinaus war er aber dieses Mal auch bei Challengers erfolgreich: in Brașov zog er nach zwei Siegen das erste Mal ins Viertelfinale ein, wenig später in Todi ins Halbfinale. Dabei gewann er mehrmals auch gegen Gegner aus den Top 200 und erreichte sein Karrierehoch von Platz 291 im Einzel. In Iași gewann Crețu dieses Jahr an der Seite von Landsmann Bogdan Pavel den ersten Challenger-Titel. Im April 2024 gab er in Bukarest zudem sein Debüt auf der ATP Tour als ihm und Marius Copil eine Wildcard für die Doppelkonkurrenz gegeben wurde, bei der sie zum Auftakt unterlagen.
Für das rumänischen Davis-Cup-Team wurde Crețu 2023 das erste Mal eingesetzt. Durch zwei Siege gegen China verhalf er seinem Team 2024 zu einem 3:2-Sieg über China in der Weltgruppe II. Seine Bilanz im Davis Cup lautet 3:1.

## Erfolge
| Legende (Anzahl der Siege) |
| Grand Slam                 |
| ATP Finals                 |
| ATP Tour Masters 1000      |
| ATP Tour 500               |
| ATP Tour 250               |
| ATP Challenger Tour (1)    |

### Doppel

#### Turniersiege
| Nr. | Datum         | Turnier | Belag | Partner      | Finalgegner                        | Ergebnis         |
| --- | ------------- | ------- | ----- | ------------ | ---------------------------------- | ---------------- |
| 1.  | 13. Juli 2024 | Iași    | Sand  | Bogdan Pavel | Karol Drzewiecki Piotr Matuszewski | 2:6, 6:2, [10:4] |